# Азикеевский сельсовет (Белорецкий район)
Азике́евский сельсове́т — сельское поселение в Белорецком районе Башкортостана Российской Федерации.
Административный центр — село Азикеево.

## Население
| 1939  | 1961  | 1969  | 2002  | 2009  | 2010  | 2012  |
| ----- | ----- | ----- | ----- | ----- | ----- | ----- |
| 2014  | ↘1961 | ↗2248 | ↘2040 | ↗2402 | ↘2068 | ↘2045 |
| 2013  | 2014  | 2015  | 2016  | 2017  |       |       |
| ↗2048 | ↘2015 | ↗2018 | ↘2016 | ↘1975 |       |       |

## Состав сельского поселения
| № | Населённый пункт | Тип населённого пункта       | Население |
| - | ---------------- | ---------------------------- | --------- |
| 1 | Азикеево         | село, административный центр | ↘399      |
| 2 | Буганак          | село                         | ↘773      |
| 3 | Азналкино        | село                         | ↘415      |
| 4 | Кузгун-Ахмерово  | деревня                      | ↘275      |
| 5 | Черновка         | деревня                      | ↗126      |
| 6 | Кадыш            | деревня                      | ↘80       |